# Куева-де-лас-Манос
47°09′ пд. ш. 70°40′ зх. д. / 47.150° пд. ш. 70.667° зх. д.
Куе́ва-де-лас-Ма́нос (ісп. Cueva de las Manos — «печера рук») — печера на півдні Аргентини в провінції Санта-Крус, в долині річки Пінтурас (ісп. Pinturas) за 163 км на південь від міста Періто-Морено. Печера відома за археологічні і палеонтологічні знахідки, зроблені в ній, перш за все — настінні малюнки і негативні зображення людських рук, найстаріші з яких датуються дев'ятим тисячоліттям до н. е. Печера має розміри 24 м завглибшки, із входом 15 м завширшки та 10 м заввишки. Печера піднімається угору, її висота зменшується до 2 м в кінці печери.
Печера тривалий час була населена людьми, ймовірно предками теуелче — індіанців Патагонії. Останні малюнки відносяться до першого тисячоліття нашої ери. Фарби, якими виконані малюнки, мають мінеральне походження. Кольори зображень змінюються від червоного (зробленого з гематиту) до білого, чорного або жовтого. Для визначення віку зображень використовувалися знайдені в печері кістяні трубочки, за допомогою яких фарби наносилися на стіну.

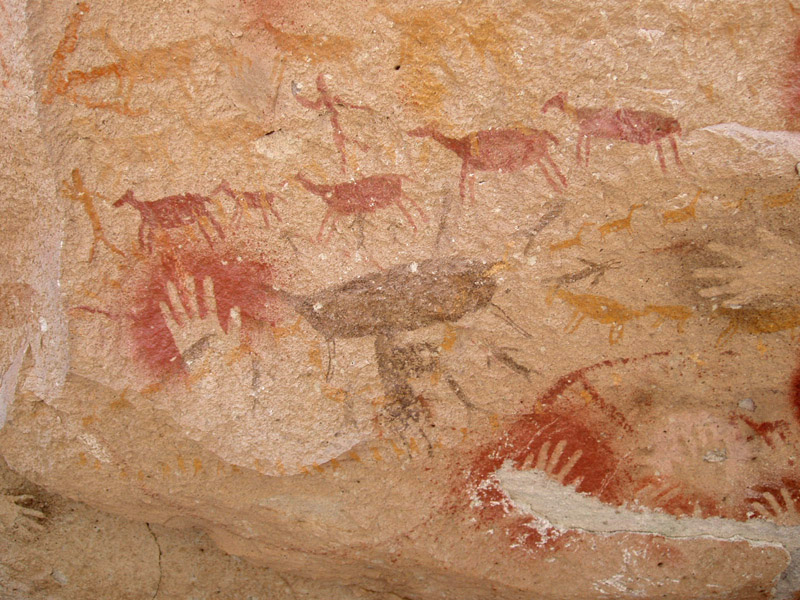
Сцена полювання

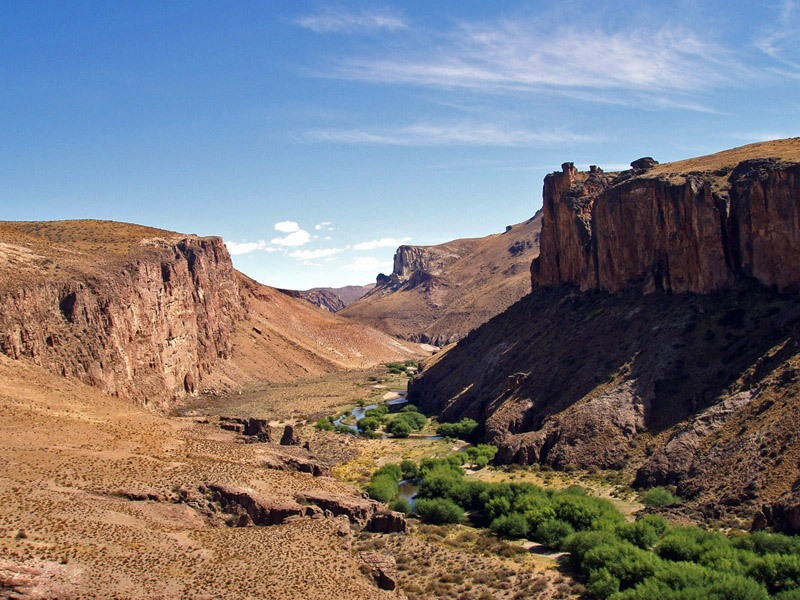
Каньйон річки Пінтурас, вид з печери.

Відображені в основному ліві руки, причому руки хлопчиків-підлітків. Це дозволяє припустити, що нанесення зображення своєї руки входило в обряд ініціації. Хлопчик, стаючи дорослим, повинен був залишити контур своєї руки в цьому священному місці.
Окрім численних рук на стінах печери зображені також сцени полювання на гуанако, страусів-нанду, диких котів та інших тварин, геометричні узори, зображення сонця. На малюнках показано використання болас — традиційної метальної зброї індіанців Південної Америки.
У 1999 печера була включена до список об'єктів Світової спадщини ЮНЕСКО.